# Lu Jia Xiang
Lu Jia Xiang (chinesisch 陸家巷, Pinyin Lu Jia Xiang; * 18. November 1989) ist eine ehemalige chinesische Tennisspielerin.

## Karriere
Lu spielte hauptsächlich Turniere auf der ITF Women’s World Tennis Tour, wo sie einen Titel im Einzel und elf im Doppel gewinnen konnte.

## Turniersiege

### Einzel
| Nr. | Datum         | Turnier | Kategorie   | Belag    | Finalgegnerin           | Ergebnis       |
| --- | ------------- | ------- | ----------- | -------- | ----------------------- | -------------- |
| 1.  | 29. Juli 2007 | Bangkok | ITF $10.000 | Hartplat | Noppawan Lertcheewakarn | 6:2, 2:6, 7:65 |

### Doppel
| Nr. | Datum              | Turnier             | Kategorie   | Belag             | Partnerin   | Finalgegnerinnen                             | Ergebnis          |
| --- | ------------------ | ------------------- | ----------- | ----------------- | ----------- | -------------------------------------------- | ----------------- |
| 1.  | 25. September 2010 | Makinohara          | ITF $25.000 | Teppich           | Lu Jiajing  | Kao Sho-yuan Wang Qiang                      | 7:5, 1:6, [11:9]  |
| 2.  | 27. August 2011    | Charleroi           | ITF $10.000 | Sand              | Lu Jiajing  | Magdalena Kiszczyńska Karolina Wlodarczak    | 6:3, 6:0          |
| 3.  | 10. Dezember 2011  | Solapur             | ITF $10.000 | Hartplatz         | Lu Jiajing  | Isha Lakhani Sri Peddy Reddy                 | 6:0, 7:5          |
| 4.  | 17. Dezember 2011  | Pune                | ITF $10.000 | Hartplatz         | Lu Jiajing  | Tamara Čurović Hanna Schkudun                | 6:76, 6:1, [10:5] |
| 5.  | 24. Dezember 2011  | Pune                | ITF $25.000 | Hartplatz         | Lu Jiajing  | Varatchaya Wongteanchai Varunya Wongteanchai | 6:1, 6:3          |
| 6.  | 7. April 2012      | Antalya             | ITF $10.000 | Hartplatz         | Lu Jiajing  | Lucy Brown Tara Moore                        | 6:1, 6:0          |
| 7.  | 5. Mai 2012        | Jakarta             | ITF $10.000 | Hartplatz         | Lu Jiajing  | Anna Fitzpatrick Jade Windley                | 6:4, 6:4          |
| 8.  | September 2012     | Scharm asch-Schaich | ITF $10.000 | Hartplatz         | Olga Brózda | Fatma Al-Nabhani Lidsija Marosawa            | 7:5, 6:2          |
| 9.  | 6. Juli 2013       | Bangkok             | ITF $10.000 | Hartplatz         | Lu Jiajing  | Napaporn Tongsalee Suchanun Viratprasert     | 6:4, 6:4          |
| 10. | 13. Juli 2013      | Bangkok             | ITF $10.000 | Hartplatz         | Lu Jiajing  | Lee Pei-chi Varunya Wongteanchai             | 6:4, 6:4          |
| 11. | 9. November 2013   | Phuket              | ITF $15.000 | Hartplatz (Halle) | Lu Jiajing  | Peangtarn Plipuech Varunya Wongteanchai      | 6:4, 7:5          |